# Knarvik
Knarvik är en tätort i Alvers kommun i Vestland fylke i västra Norge. Orten är belägen cirka 30 kilometer rakt norr om staden Bergens centrum. Den utgör kommunens centralort såväl som största tätort.
Tidigare har orten utgjort centralort i dåvarande Lindås kommun i Hordaland fylke.

## Historia
Knarvik var ända till 1970-talet ett mycket litet samhälle. Därefter kom det att byggas ut som ett regionalt centrum för Nordhordland, kommunförvaltningen i dåvarande Lindås kommun flyttade hit från tätorten Lindås i den norra delen av kommunen och ett av Norges största köpcentrum, Knarvik Senter etablerades.
2014 stod en ny kyrka färdig, Knarviks kyrka, byggd helt i trä, ritad av Reiulf Ramstad Arkitekter i Oslo.

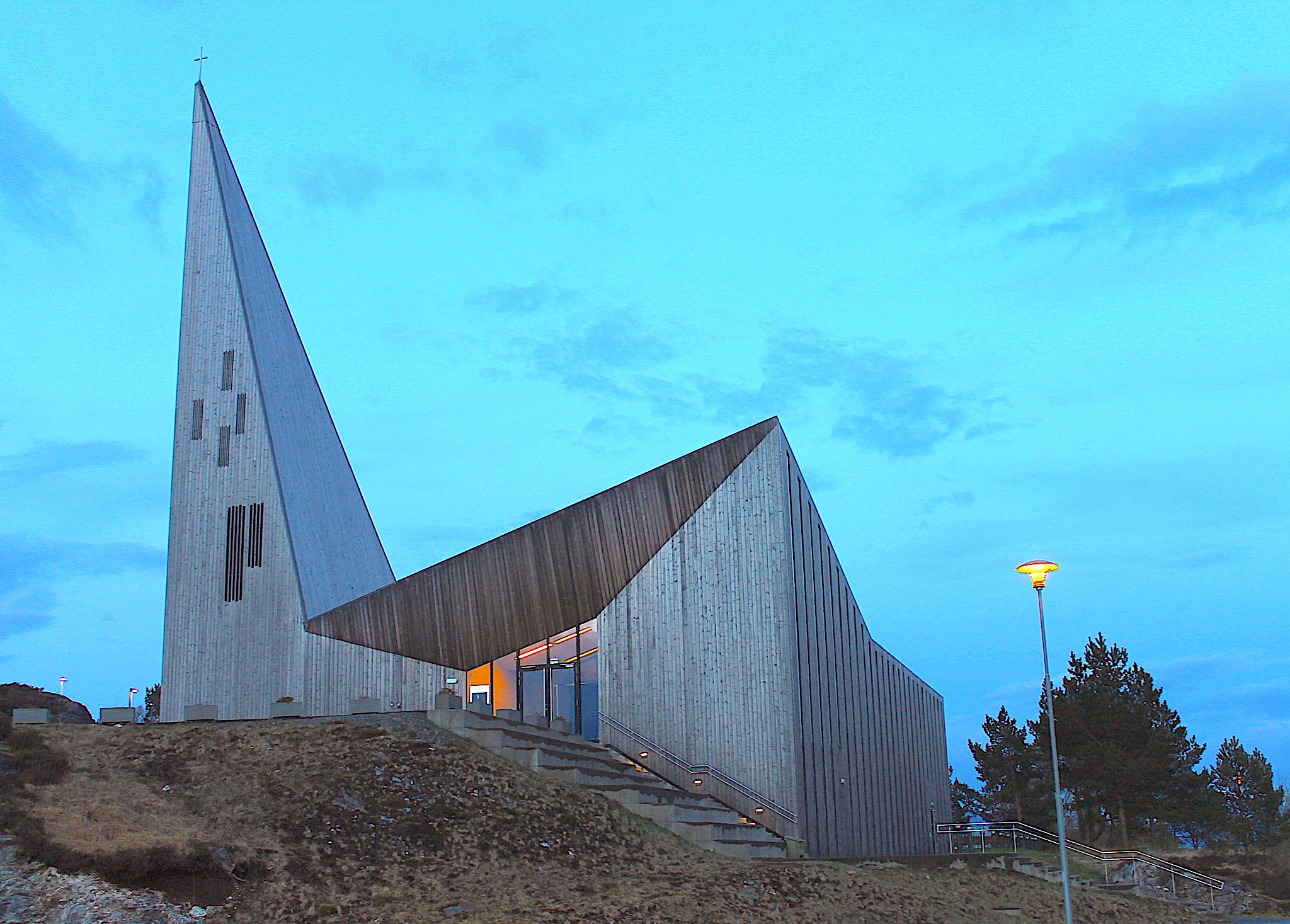
Knarviks kyrka.